# Modesto Molina
Modesto Molina (Pailón, 21 september 1967) is een voormalig Boliviaans voetballer, die speelde als aanvaller. Hij beëindigde zijn actieve loopbaan in 1997 bij de Boliviaanse club Club San José.

## Clubcarrière
Molina begon zijn professionele loopbaan in 1985 bij Real Santa Cruz en kwam daarnaast onder meer uit voor Oriente Petrolero, Club Destroyers en The Strongest. Met Oriente Petrolero won hij eenmaal de Boliviaanse landstitel: 1990.

## Interlandcarrière
Molina speelde in totaal acht interlands voor Bolivia in de periode 1991-1993. Onder leiding van bondscoach Ramiro Blacutt maakte hij zijn debuut op 14 juni 1991 in de vriendschappelijke thuiswedstrijd tegen Paraguay (0-1), net als Julio César Baldivieso, José Luis Medrano, Eduardo Jiguchi en Juan Berthy Suárez. Molina nam met Bolivia deel aan de strijd om de Copa América 1991.
| Interlands van Modesto Molina voor Bolivia | Interlands van Modesto Molina voor Bolivia | Interlands van Modesto Molina voor Bolivia | Interlands van Modesto Molina voor Bolivia | Interlands van Modesto Molina voor Bolivia | Interlands van Modesto Molina voor Bolivia |
| №                                          | Datum                                      | Wedstrijd                                  | Uitslag                                    | Competitie                                 | Goals                                      |
| Als speler van Oriente Petrolero           | Als speler van Oriente Petrolero           | Als speler van Oriente Petrolero           | Als speler van Oriente Petrolero           | Als speler van Oriente Petrolero           | Als speler van Oriente Petrolero           |
| ------------------------------------------ | ------------------------------------------ | ------------------------------------------ | ------------------------------------------ | ------------------------------------------ | ------------------------------------------ |
| 1                                          | 14 juni 1991                               | Bolivia – Paraguay                         | 0 – 1                                      | Vriendschappelijk                          | 0                                          |
| 2                                          | 16 juni 1991                               | Paraguay – Bolivia                         | 0 – 0                                      | Vriendschappelijk                          | 0                                          |
| 3                                          | 13 juli 1991                               | Ecuador – Bolivia                          | 4 – 0                                      | Copa América                               | 0                                          |
| 4                                          | 25 januari 1993                            | Bolivia – Rusland                          | 1 – 2                                      | Vriendschappelijk                          | 0                                          |
| 5                                          | 3 maart 1993                               | Paraguay – Bolivia                         | 1 – 0                                      | Vriendschappelijk                          | 0                                          |
| 6                                          | 12 maart 1993                              | El Salvador – Bolivia                      | 2 – 2                                      | Vriendschappelijk                          | 0                                          |
| 7                                          | 14 maart 1993                              | Honduras – Bolivia                         | 0 – 0                                      | Vriendschappelijk                          | 0                                          |
| 8                                          | 16 maart 1993                              | Honduras – Bolivia                         | 0 – 0                                      | Vriendschappelijk                          | 0                                          |

## Erelijst
Oriente Petrolero
- Liga de Boliviano

1990